# 高雄市立文山高級中學
高雄市立文山高級中學，簡稱文山高中，為位在高雄市鳥松區的一所是市立完全中學，前身為高雄縣立文山國中。

## 校史
該校前身為高雄縣立文山國民中學，2000年8月1日改制為高雄縣立文山高級中學，2010年12月25日縣市合併後，改隸為高雄市立文山高級中學。
- 1969年8月，因應九年國民教育，設立高雄縣立文山國民中學，校址位於澄清湖畔。
- 1970年2月，農業試驗所鳳山熱帶園藝試驗分所捐贈土地，新校舍落成，正式遷入新建教室上課。
- 1999年8月1日，高雄縣政府核准籌備成立完全中學。
- 2000年8月1日，開始招生高中部學生。
- 2001年2月8日，正式改制為「高雄縣立文山高級中學」。
- 2010年12月25日，高雄縣市合併，改隸為「高雄市立文山高級中學」。

## 歷任校長

### 國民中學時期
| 任次  | 校長   | 任期時間               | 備註     |
| ----- | ------ | ---------------------- | -------- |
| 第1任 | 李湘濤 | 1969年8月－1975年7月   |          |
| 第2任 | 許舜雄 | 1975年8月－1980年2月   |          |
| 代理  | 朱博文 | 1980年2月－1980年7月   | 代理     |
| 第3任 | 黃鍔棣 | 1980年8月－1985年5月   | 任內病逝 |
| 代理  | 李宜堅 | 1985年5月－1985年11月  |          |
| 代理  | 楊信雄 | 1985年11月－1985年12月 |          |
| 第4任 | 林炳英 | 1985年12月－1992年7月  |          |
| 第5任 | 涂新生 | 1992年8月－1999年7月   |          |
| 第6任 | 鄧勁伯 | 1999年8月－2000年2月   | 末任     |

### 高級中學時期
| 任次  | 校長   | 任期時間             | 備註           |
| ----- | ------ | -------------------- | -------------- |
| 第1任 | 鄧勁伯 | 2000年2月－2002年7月 | 退休           |
| 第2任 | 廖仁智 | 2002年8月－2005年7月 | 退休           |
| 第3任 | 林武   | 2005年8月－2006年7月 | 退休           |
| 第4任 | 林隆昌 | 2006年8月－2011年7月 | 退休           |
| 第5任 | 潘道仁 | 2011年8月－2015年7月 | 退休           |
| 第6任 | 王明政 | 2015年8月－2023年7月 | 遴選至新莊高中 |
| 第7任 | 陳建民 | 2023年8月－至今      | 現任           |

## 重大事記
- 2020年，與美國費爾蒙特高中簽訂雙聯學制，提供學生獲得雙高中文憑的機會。
- 2023年，與台虹科技、高雄萬豪酒店簽訂產學合作備忘錄。
- 2024年，與日本三重縣伊勢市伊勢高校、三重縣津市久居中學校和朝陽中學校簽訂姐妹校。

## 外部連結
- 高雄市立文山高級中學 （页面存档备份，存于）